# Zanclopus
Zanclopus — рід щелепоногих ракоподібних ряду Cyclopoida. Представники роду поширені у водах Антарктики. Всі види є паразитами напівхордових.

## Класифікація
Родина включає 2 види:
- Zanclopus antarcticus, Gravier, 1912
- Zanclopus cephalodisci, Calman, 1908